# Atlético Sanluqueño Club de Fútbol
El Atlético Sanluqueño Club de Fútbol, S. A. D. es un club de fútbol de España, de la ciudad de Sanlúcar de Barrameda, en la provincia de Cádiz. Fue fundado en 1948. Actualmente milita en el Grupo 2 de la Primera Federación, tercera categoría del fútbol español. Su sede actual es el Estadio El Palmar.

## Historia
El Atlético Sanluqueño C. F. fue fundado en 1948, aunque su inscripción en competiciones oficiales se produjo en 1951. Su debut en categoría nacional, concretamente en la Tercera División, se produjo en la temporada 1958-59. Tres campañas en Tercera fueron seguidas por cuatro años en Regional y nuevamente en Tercera durante cinco temporadas más. La década de los 70 volvió a acoger nuevamente al club en categoría regional.
En la campaña 1980-81, el Sanluqueño volvió a lo grande a Tercera, consiguiendo su mejor registro hasta la fecha, un tercer puesto a sólo dos puntos de la promoción de ascenso, hito que repetiría tres años después. En la 86-87, siendo presidente Luis Merino y entrenador José Enrique Díaz, logró su primer ascenso a Segunda B y en su segunda temporada consiguió la mejor clasificación de su historia, un tercer puesto en el grupo IV de Segunda B. Tres años más tarde, el Sanluqueño y otros cuatro equipos llegaron a la última jornada de la temporada luchando por evitar el descenso. Una dolorosa derrota en casa del CD Badajoz condenó a los verdiblancos a la vuelta a Tercera División, donde pasarían las siguientes dos décadas.
Logró su primer campeonato de Tercera en el año 2011-12, clasificándose con 30 puntos de ventaja para el play-off de ascenso a Segunda B, categoría que recuperó tras superar las eliminatorias contra el Montuiri y el Extremadura. Desde entonces la entidad se ha convertido en equipo ascensor, viviendo dos descensos y dos nuevos ascensos a la categoría de bronce, con tardes memorables como la del último ascenso a Segunda B con Dani Güiza como estrella del equipo. Se incorporaron jugadores de renombre al equipo, como Álex Geijo y Diego Cervero.

## Uniforme

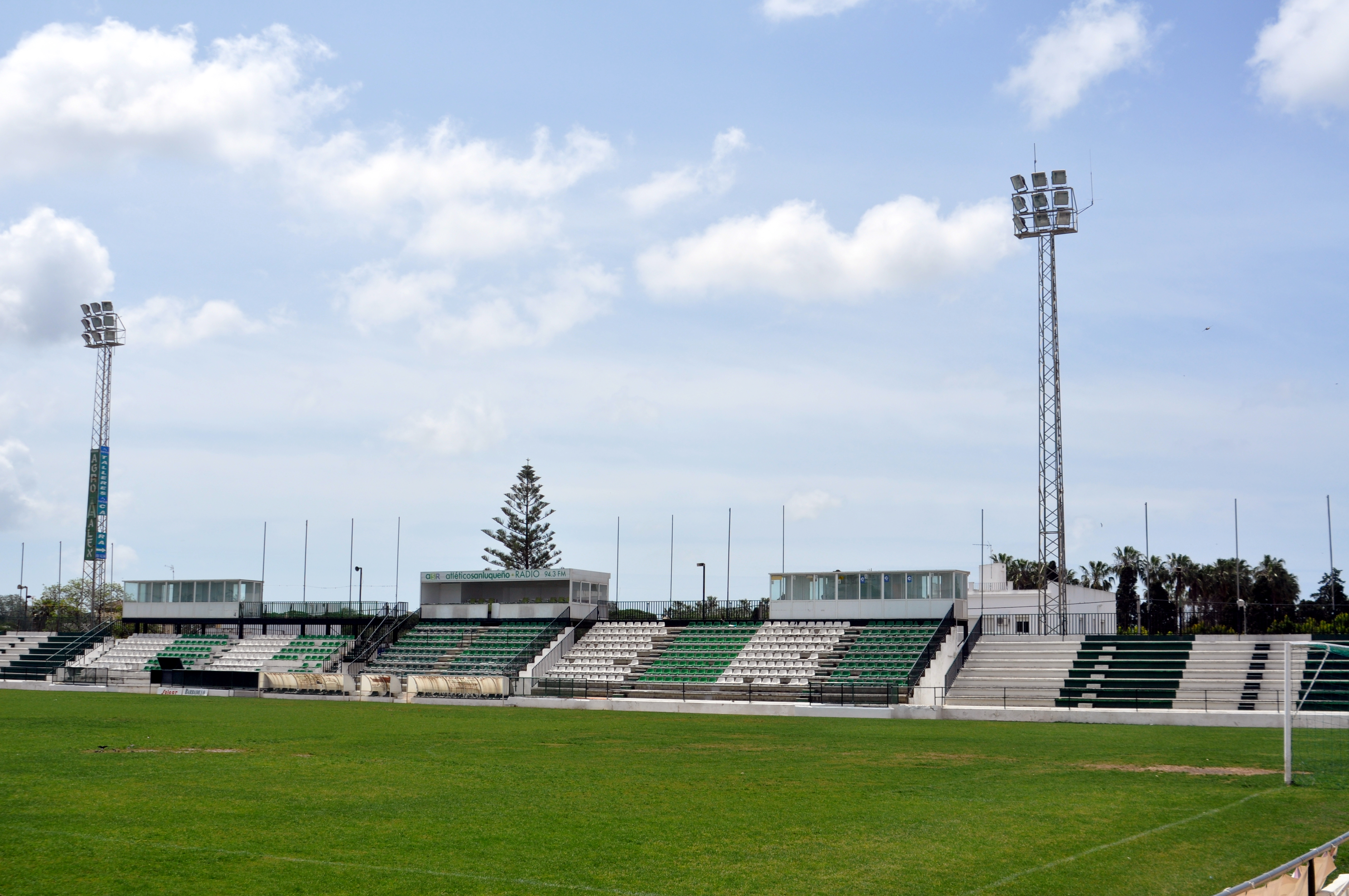
Estadio del Atlético Sanluqueño.

- Uniforme titular: camiseta Verdiblanca, pantalón blanco (negro cuando es blanco el del rival) y medias verdes.
- Uniforme alternativo: camiseta dorada, pantalón negro y medias negras.

El uniforme del Atlético Sanluqueño está basado en el del Real Betis Balompié. Parece ser que el equipo, en sus orígenes, recibió un juego de estas equipaciones por mediación de un directivo que gozaba de buenas relaciones con el mencionado club. En realidad fueron unas partidas de tela de las que el Betis compraba donando una de ellas a través de una gestión que hizo el Sr. Domenech y sobre la cual se confeccionaron las camisas que bien se puede apreciar en las fotos de la época que llevaban incluso sus botones, cuellos y puños correspondientes, labor para la que contribuyeron las novias, mujeres, de los futbolistas y directivos de la época.

## Datos del club
- Temporadas en Primera División: 0.
- Temporadas en Segunda División: 0.
- Temporadas en Primera RFEF 4
- Temporadas en Segunda División B 9
- Temporadas en Segunda RFEF 1
- Temporadas en Tercera División: 37
- Temporadas en Tercera RFEF: 0
- Mejor puesto en la liga: 3.º (Segunda División B, temporada 1988-1989).

### Trayectoria histórica
Nota: La Segunda División B fue introducida en 1977 como categoría intermedia entre la Segunda División y Tercera División.
- La Primera RFEF y la Segunda RFEF fueron introducidas en los años 2020 y 2021 respectivamente, siendo dos categorías intermedias entre la Segunda División y Tercera RFEF.

## Entrenadores

### Historial
| Temporada | Entrenador                           |
| --------- | ------------------------------------ |
| 1986-1989 | José Enrique Díaz Barrera            |
| 1990-1991 | Pedro Buenaventura Ugía              |
| 1991-1992 | Antonio González Flores              |
| 1991-1992 | Felipe Quintana Valdés               |
| 2012-2013 | Pedro Buenaventura Ugía              |
| 2013-2014 | Antonio Manuel Racero Cabello 'Puma' |
| 2013-2014 | Juan Carlos Ríos Vidal               |
| 2013-2014 | Alejandro Muñoz Vega                 |
| 2014-2016 | José Herrera                         |
| 2016-2017 | Juanito Gutiérrez                    |
| 2017-2019 | Rafael Carrillo "Falete"             |
| 2018-2020 | Abel Gómez Moreno                    |
| 2020-2021 | Romerito                             |
| 2021-2022 | Pedro Buenaventura Ugía              |
| 2021-2022 | Manolo Sanlúcar                      |
| 2022-2023 | Antonio Iriondo                      |
| 2023-2024 | Abel Segovia                         |
| 2024      | Aitor Martínez Medina                |
| 2024-2025 | Mario Fuentes Bargueño               |
| 2024-2025 | Jose María Salmerón                  |
| 2024-2025 | José Herrera                         |